# On Golden Pond
 On Golden Pond és una pel·lícula estatunidenca de Mark Rydell estrenada el 1981.

## Argument
Norman Thayer i la seva dona Ethel, van com cada any a passar l'estiu a la seva casa d'estiueig al llac, a Golden Pond.
La seva filla Chelsea els visita amb el seu nou promès i el seu fill Billy. En principi desconfiat, la relació entre Norman i Billy es transforma a poc a poc.
Chelsea és en conflicte amb el seu pare des de sempre, però la relació d'amistat entre Norman i Billy li obrirà els ulls.

## Repartiment
- Katharine Hepburn: Ethel Thayer
- Henry Fonda: Norman Thayer Jr.
- Jane Fonda: Chelsea Thayer Wayne
- Doug McKeon: Billy Ray
- Dabney Coleman: Bill Ray
- William Lanteau: Charlie Martin
- Christopher Rydell: Sumner Todd

## Premis i nominacions

### Premis
- 1982. Oscar al millor guió adaptat per Ernest Thompson
- 1982. Oscar al millor actor per Henry Fonda
- 1982. Oscar a la millor actriu per Katharine Hepburn
- 1982. Globus d'Or a la millor pel·lícula dramàtica
- 1982. Globus d'Or al millor actor dramàtic per Henry Fonda
- 1982. Globus d'Or al millor guió per Ernest Thompson
- 1983. BAFTA a la millor actriu per Katharine Hepburn

### Nominacions
- 1982. Oscar a la millor pel·lícula
- 1982. Oscar al millor director per Mark Rydell
- 1982. Oscar a la millor actriu secundària per Jane Fonda
- 1982. Oscar a la millor fotografia per Billy Williams
- 1982. Oscar a la millor actriu per Katharine Hepburn
- 1982. Oscar al millor muntatge per Robert L. Wolfe
- 1982. Oscar a la millor música per Dave Grusin
- 1982. Oscar al millor so per Richard Portman i David M. Ronne
- 1982. Globus d'Or al millor director per Mark Rydell
- 1982. Globus d'Or a la millor actriu dramàtica per Katharine Hepburn
- 1982. Globus d'Or a la millor actriu secundària per Jane Fonda
- 1983. BAFTA a la millor pel·lícula
- 1983. BAFTA a la millor actriu secundària per Jane Fonda
- 1983. BAFTA al millor guió per Ernest Thompson
- 1983. BAFTA al millor actor per Henry Fonda
- 1983. BAFTA a la millor direcció per Mark Rydell
- 1983. Grammy al millor àlbum de banda sonora per pel·lícula o televisió per Dave Grusin